# Lista siturilor arheologice din județul Iași - M
Lista siturilor arheologice din județul Iași - M conține toate siturile arheologice din județul Iași înscrise în Repertoriul Arheologic Național (RAN) și aflate în localități al căror nume începe cu litera M. RAN este administrat de Ministerul Culturii și Patrimoniului Național și cuprinde date științifice, cartografice, topografice, imagini și planuri, precum și orice alte informații privitoare la zonele cu potențial arheologic, studiate sau nu, încă existente sau dispărute.
Puteți căuta un sit din localitățile care încep cu litera M folosind formularul de mai jos sau puteți naviga prin toate siturile din județ la Lista siturilor arheologice din județul Iași.
| Cod RAN                                   | Denumire | Localitate                                 | Adresă                  | Datare                                              | Descoperit      | Coordonate                                    | Imagine           | Erori            |
| ----------------------------------------- | --- | ------------------------------------------ | ----------------------- | --------------------------------------------------- | --------------- | --------------------------------------------- | ----------------- | ---------------- |
| 97820.01.01 (Cod LMI: IS-I-m-B-03615.03)  | Situl arheologic de la Mircești - "La Bulboacă" / ansamblu Așezare bastarnică (Categorie: locuire civilă) (Tip: Așezare)                          | sat Mircești, comuna Mircești              | La Bulboacă             | Poienești - Lukașevka                               |                 |                                               | Încărcați imagine | Raportați eroare |
| 97820.01.02 (Cod LMI: IS-I-m-B-03615.02)  | Situl arheologic de la Mircești - "La Bulboacă" / ansamblu anonim (Categorie: locuire civilă) (Tip: Așezare)                                      | sat Mircești, comuna Mircești              | La Bulboacă             | sec. IV                                             |                 |                                               | Încărcați imagine | Raportați eroare |
| 97820.01.03 (Cod LMI: IS-I-m-B-03615.01)  | Situl arheologic de la Mircești - "La Bulboacă" / ansamblu anonim (Categorie: locuire civilă) (Tip: Așezare)                                      | sat Mircești, comuna Mircești              | La Bulboacă             | sec. XV - XVII                                      |                 |                                               | Încărcați imagine | Raportați eroare |
| 97928.01.01 (Cod LMI: IS-I-m-B-03616.06)  | Situl arheologic de la Miroslava - "La Bulgărie" / ansamblu anonim (Categorie: locuire civilă) (Tip: Așezare)                                     | sat Miroslava, comuna Miroslava            | Bulgărie                | Horodiștea - Erbiceni                               |                 |                                               | Încărcați imagine | Raportați eroare |
| 97928.01.02 (Cod LMI: IS-I-m-B-03616.05)  | Situl arheologic de la Miroslava - "La Bulgărie" / ansamblu anonim (Categorie: locuire civilă) (Tip: Așezare)                                     | sat Miroslava, comuna Miroslava            | Bulgărie                | sec. III - IV                                       |                 |                                               | Încărcați imagine | Raportați eroare |
| 97928.01.03 (Cod LMI: IS-I-m-B-03616.04)  | Situl arheologic de la Miroslava - "La Bulgărie" / ansamblu anonim (Categorie: locuire civilă) (Tip: Așezare)                                     | sat Miroslava, comuna Miroslava            | Bulgărie                | sec. V - VIII                                       |                 |                                               | Încărcați imagine | Raportați eroare |
| 97928.01.04 (Cod LMI: IS-I-m-B-03616.03)  | Situl arheologic de la Miroslava - "La Bulgărie" / ansamblu anonim (Categorie: locuire civilă) (Tip: Așezare)                                     | sat Miroslava, comuna Miroslava            | Bulgărie                | sec. IX - XI                                        |                 |                                               | Încărcați imagine | Raportați eroare |
| 97928.01.05 (Cod LMI: IS-I-m-B-03616.02)  | Situl arheologic de la Miroslava - "La Bulgărie" / ansamblu anonim (Categorie: locuire civilă) (Tip: Așezare)                                     | sat Miroslava, comuna Miroslava            | Bulgărie                | Răducăneni sec. XI - XII                            |                 |                                               | Încărcați imagine | Raportați eroare |
| 97928.01.06 (Cod LMI: IS-I-m-B-03616.01)  | Situl arheologic de la Miroslava - "La Bulgărie" / ansamblu anonim (Categorie: locuire civilă) (Tip: Așezare)                                     | sat Miroslava, comuna Miroslava            | Bulgărie                | sec. XII-XVIII                                      |                 |                                               | Încărcați imagine | Raportați eroare |
| 98122.01.01 (Cod LMI: IS-I-s-B-03617)     | Situl arheologic de la Mogoșești - "Dealul Bățului" / ansamblu anonim (Categorie: locuire civilă) (Tip: Fortificație)                             | sat Mogoșești, comuna Mogoșești            | Dealul Bățului          |                                                     |                 |                                               | Încărcați imagine | Raportați eroare |
| 98122.01.02 (Cod LMI: IS-I-m-B-03617.08)  | Situl arheologic de la Mogoșești - "Dealul Bățului" / ansamblu anonim (Categorie: locuire civilă) (Tip: Așezare)                                  | sat Mogoșești, comuna Mogoșești            | Dealul Bățului          | Horodiștea - Erbiceni                               |                 |                                               | Încărcați imagine | Raportați eroare |
| 98122.01.03 (Cod LMI: IS-I-m-B-03617.07)  | Situl arheologic de la Mogoșești - "Dealul Bățului" / ansamblu anonim (Categorie: locuire civilă) (Tip: Așezare)                                  | sat Mogoșești, comuna Mogoșești            | Dealul Bățului          |                                                     |                 |                                               | Încărcați imagine | Raportați eroare |
| 98122.01.04 (Cod LMI: IS-I-m-B-03617.06)  | Situl arheologic de la Mogoșești - "Dealul Bățului" / ansamblu anonim (Categorie: locuire civilă) (Tip: Așezare)                                  | sat Mogoșești, comuna Mogoșești            | Dealul Bățului          | geto-dacică                                         |                 |                                               | Încărcați imagine | Raportați eroare |
| 98122.01.05 (Cod LMI: IS-I-m-B-03617.05)  | Situl arheologic de la Mogoșești - "Dealul Bățului" / ansamblu anonim (Categorie: locuire civilă) (Tip: Așezare)                                  | sat Mogoșești, comuna Mogoșești            | Dealul Bățului          | sec. IV                                             |                 |                                               | Încărcați imagine | Raportați eroare |
| 98122.01.06 (Cod LMI: IS-I-m-B-03617.04)  | Situl arheologic de la Mogoșești - "Dealul Bățului" / ansamblu anonim (Categorie: locuire civilă) (Tip: Așezare)                                  | sat Mogoșești, comuna Mogoșești            | Dealul Bățului          | sec. V - VII p. Chr.                                |                 |                                               | Încărcați imagine | Raportați eroare |
| 98122.01.07 (Cod LMI: IS-I-m-B-03617.03)  | Situl arheologic de la Mogoșești - "Dealul Bățului" / ansamblu anonim (Categorie: locuire civilă) (Tip: Așezare)                                  | sat Mogoșești, comuna Mogoșești            | Dealul Bățului          | Dridu sec. X - XI                                   |                 |                                               | Încărcați imagine | Raportați eroare |
| 98122.01.08 (Cod LMI: IS-I-m-B-03617.02)  | Situl arheologic de la Mogoșești - "Dealul Bățului" / ansamblu anonim (Categorie: locuire civilă) (Tip: Așezare)                                  | sat Mogoșești, comuna Mogoșești            | Dealul Bățului          | sec. XIII                                           |                 |                                               | Încărcați imagine | Raportați eroare |
| 98122.01.09 (Cod LMI: IS-I-m-B-03617.01)  | Situl arheologic de la Mogoșești - "Dealul Bățului" / ansamblu anonim (Categorie: locuire civilă) (Tip: Așezare)                                  | sat Mogoșești, comuna Mogoșești            | Dealul Bățului          | sec. XVII-XVIII                                     |                 |                                               | Încărcați imagine | Raportați eroare |
| 98550.01.03 (Cod LMI: IS-I-m-B-03618.02)  | Situl arheologic de la Moimești / ansamblu anonim (Categorie: locuire civilă) (Tip: Așezare)                                                      | sat Moimești, comuna Popricani             | la intrarea in sat      | sec. IV - V                                         |                 |                                               | Încărcați imagine | Raportați eroare |
| 98550.01.01 (Cod LMI: IS-I-m-B-03618.04)  | Situl arheologic de la Moimești / ansamblu anonim (Categorie: locuire civilă) (Tip: Așezare)                                                      | sat Moimești, comuna Popricani             | la intrarea in sat      | Horodiștea - Erbiceni                               |                 |                                               | Încărcați imagine | Raportați eroare |
| 98550.01.02 (Cod LMI: IS-I-m-B-03618.03)  | Situl arheologic de la Moimești / ansamblu anonim (Categorie: locuire civilă) (Tip: Așezare)                                                      | sat Moimești, comuna Popricani             | la intrarea in sat      | sec. II - III                                       |                 |                                               | Încărcați imagine | Raportați eroare |
| 98550.01.04 (Cod LMI: IS-I-m-B-03618.01)  | Situl arheologic de la Moimești / ansamblu anonim (Categorie: locuire civilă) (Tip: Așezare)                                                      | sat Moimești, comuna Popricani             | la intrarea in sat      | sec. XIV - XV                                       |                 |                                               | Încărcați imagine | Raportați eroare |
| 98211.01.01 (Cod LMI: IS-I-s-B-03619)     | Fortificația Latene de la Moșna - "Cetățuia" / ansamblu anonim (Categorie: fortificație) (Tip: Fortificație)                                      | sat Moșna, comuna Moșna                    | Cetățuia                | geto-dacică sec. III - II a. Chr.                   |                 |                                               | Încărcați imagine | Raportați eroare |
| 98239.01.01 (Cod LMI: IS-I-s-B-03620)     | Așezarea medievală de la Moțca - "Siliște" / ansamblu Vechea vatră a satului Moțca (Categorie: locuire civilă) (Tip: Așezare rurală)              | sat Moțca, comuna Moțca                    | Siliște                 | 1/2 sec. XIV - sec. XVII                            |                 |                                               | Încărcați imagine | Raportați eroare |
| 98186.01.01 (Cod LMI: IS-I-m-B-03622.01)  | Situl arheologic de la Muncelu de Sus - "La Groapă" / ansamblu anonim (Categorie: locuire civilă) (Tip: Așezare)                                  | sat Muncelu de Sus, comuna Mogoșești-Siret | La Groapă               | Noua                                                |                 |                                               | Încărcați imagine | Raportați eroare |
| 98186.01.02 (Cod LMI: IS-I-m-B-03622.02)  | Situl arheologic de la Muncelu de Sus - "La Groapă" / ansamblu anonim (Categorie: locuire civilă) (Tip: Așezare)                                  | sat Muncelu de Sus, comuna Mogoșești-Siret | La Groapă               | geto-dacică                                         |                 |                                               | Încărcați imagine | Raportați eroare |
| 98186.01.03 (Cod LMI: IS-I-m-B-03622.03)  | Situl arheologic de la Muncelu de Sus - "La Groapă" / ansamblu anonim (Categorie: locuire civilă) (Tip: Așezare)                                  | sat Muncelu de Sus, comuna Mogoșești-Siret | La Groapă               | sec. IV                                             |                 |                                               | Încărcați imagine | Raportați eroare |
| 98186.01.04 (Cod LMI: IS-I-m-B-03622.04)  | Situl arheologic de la Muncelu de Sus - "La Groapă" / ansamblu Vatra fostului sat Balomirești (Categorie: locuire civilă) (Tip: Așezare rurală)   | sat Muncelu de Sus, comuna Mogoșești-Siret | La Groapă               | sec. XV                                             |                 |                                               | Încărcați imagine | Raportați eroare |
| 95907.01.01 (Cod LMI: IS-I-m-B-03537.01)  | Situl arheologic de la Munteni - "Coasta Hucului" / ansamblu anonim (Categorie: locuire civilă) (Tip: Așezare)                                    | sat Munteni, comuna Belcești               | Coasta Hucului          | Noua                                                |                 |                                               | Încărcați imagine | Raportați eroare |
| 95907.01.02 (Cod LMI: IS-I-m-B-03537.02)  | Situl arheologic de la Munteni - "Coasta Hucului" / ansamblu anonim (Categorie: locuire civilă) (Tip: Așezare)                                    | sat Munteni, comuna Belcești               | Coasta Hucului          | sec. II - III                                       |                 |                                               | Încărcați imagine | Raportați eroare |
| 95907.01.03 (Cod LMI: IS-I-m-B-03537.03)  | Situl arheologic de la Munteni - "Coasta Hucului" / ansamblu anonim (Categorie: locuire civilă) (Tip: Așezare)                                    | sat Munteni, comuna Belcești               | Coasta Hucului          | sec. X - XI                                         |                 |                                               | Încărcați imagine | Raportați eroare |
| 95907.01.04 (Cod LMI: IS-I-m-B-03537.04)  | Situl arheologic de la Munteni - "Coasta Hucului" / ansamblu anonim (Categorie: locuire civilă) (Tip: Așezare)                                    | sat Munteni, comuna Belcești               | Coasta Hucului          | sec. XI - XII                                       |                 |                                               | Încărcați imagine | Raportați eroare |
| 95907.01.05 (Cod LMI: IS-I-s-B-03537)     | Situl arheologic de la Munteni - "Coasta Hucului" / ansamblu anonim (Categorie: locuire civilă) (Tip: Așezare)                                    | sat Munteni, comuna Belcești               | Coasta Hucului          | sec. XIV - XV                                       |                 |                                               | Încărcați imagine | Raportați eroare |
| 95907.02.01 (Cod LMI: IS-I-m-B-03538.06)  | Situl arheologic de la Munteni - "Dealul Hucului la Sondă" / ansamblu anonim (Categorie: locuire civilă) (Tip: Așezare)                           | sat Munteni, comuna Belcești               | Dealul Hucului la Sondă | Starčevo - Criș                                     |                 |                                               | Încărcați imagine | Raportați eroare |
| 95907.02.02 (Cod LMI: IS-I-m-B-03538.05)  | Situl arheologic de la Munteni - "Dealul Hucului la Sondă" / ansamblu anonim (Categorie: locuire civilă) (Tip: Așezare)                           | sat Munteni, comuna Belcești               | Dealul Hucului la Sondă | Precucuteni                                         |                 |                                               | Încărcați imagine | Raportați eroare |
| 95907.02.03 (Cod LMI: IS-I-m-B-03538.04)  | Situl arheologic de la Munteni - "Dealul Hucului la Sondă" / ansamblu anonim (Categorie: locuire civilă) (Tip: Așezare)                           | sat Munteni, comuna Belcești               | Dealul Hucului la Sondă | Cucuteni                                            |                 |                                               | Încărcați imagine | Raportați eroare |
| 95907.02.04 (Cod LMI: IS-I-m-B-03538.03)  | Situl arheologic de la Munteni - "Dealul Hucului la Sondă" / ansamblu anonim (Categorie: locuire civilă) (Tip: Așezare)                           | sat Munteni, comuna Belcești               | Dealul Hucului la Sondă | Noua                                                |                 |                                               | Încărcați imagine | Raportați eroare |
| 95907.02.05 (Cod LMI: IS-I-m-B-03538.02)  | Situl arheologic de la Munteni - "Dealul Hucului la Sondă" / ansamblu anonim (Categorie: locuire civilă) (Tip: Așezare)                           | sat Munteni, comuna Belcești               | Dealul Hucului la Sondă |                                                     |                 |                                               | Încărcați imagine | Raportați eroare |
| 95907.02.06 (Cod LMI: IS-I-m-B-03538.01)  | Situl arheologic de la Munteni - "Dealul Hucului la Sondă" / ansamblu anonim (Categorie: locuire civilă) (Tip: Așezare)                           | sat Munteni, comuna Belcești               | Dealul Hucului la Sondă | sec. XI - XII                                       |                 |                                               | Încărcați imagine | Raportați eroare |
| 95907.03.01 (Cod LMI: IS-I-m-B-03623.04)  | Situl arheologic de la Munteni - "Seliștea" / ansamblu anonim (Categorie: locuire civilă) (Tip: Așezare)                                          | sat Munteni, comuna Belcești               | Seliștea                | geto-dacică                                         |                 |                                               | Încărcați imagine | Raportați eroare |
| 95907.03.02 (Cod LMI: IS-I-m-B-03623.03)  | Situl arheologic de la Munteni - "Seliștea" / ansamblu anonim (Categorie: locuire civilă) (Tip: Așezare)                                          | sat Munteni, comuna Belcești               | Seliștea                | sec. IV                                             |                 |                                               | Încărcați imagine | Raportați eroare |
| 95907.03.03 (Cod LMI: IS-I-m-B-03623.02)  | Situl arheologic de la Munteni - "Seliștea" / ansamblu anonim (Categorie: locuire civilă) (Tip: Așezare)                                          | sat Munteni, comuna Belcești               | Seliștea                | sec. VIII - X                                       |                 |                                               | Încărcați imagine | Raportați eroare |
| 95907.03.04 (Cod LMI: IS-I-m-B-03623.01)  | Situl arheologic de la Munteni - "Seliștea" / ansamblu anonim (Categorie: locuire civilă) (Tip: Așezare)                                          | sat Munteni, comuna Belcești               | Seliștea                | sec. XVI - XVII                                     |                 |                                               | Încărcați imagine | Raportați eroare |
| 95907.03.05 (Cod LMI: IS-I-m-B-03623.05)  | Situl arheologic de la Munteni - "Seliștea" / ansamblu anonim (Categorie: locuire civilă) (Tip: Așezare)                                          | sat Munteni, comuna Belcești               | Seliștea                |                                                     |                 |                                               | Încărcați imagine | Raportați eroare |
| 95907.03.06 (Cod LMI: IS-I-m-B-03623.06)  | Situl arheologic de la Munteni - "Seliștea" / ansamblu anonim (Categorie: locuire civilă) (Tip: Așezare)                                          | sat Munteni, comuna Belcești               | Seliștea                |                                                     |                 |                                               | Încărcați imagine | Raportați eroare |
| 97492.01.01 (Cod LMI: IS-I-s-B-03621)     | Necropola tumulară hallstattiană de la Movileni - "Dealul Crivești" / ansamblu anonim (Categorie: descoperire funerară) (Tip: Necropolă tumulară) | sat Movileni, comuna Heleșteni             | Dealul Crivești         |                                                     |                 | 47°12′20″N 26°53′50″E / 47.20555°N 26.89722°E | Încărcați imagine | Raportați eroare |
| 96138.01.01 (Cod LMI: IS-II-m-B-04199.02) | Castelul Sturdza de la Miclăușeni / ansamblu Castelul Sturdza (Categorie: construcție) (Tip: Castel)                                              | sat Miclăușeni, comuna Butea               |                         | sec. XVII - XIX (parc refăcut peisagistic sec. XIX) |                 |                                               | Încărcați imagine | Raportați eroare |
| 96138.01.02 (Cod LMI: IS-II-m-B-04199.02) | Castelul Sturdza de la Miclăușeni / ansamblu Casele Sturza (Categorie: construcție) (Tip: Ansamblu clădiri)                                       | sat Miclăușeni, comuna Butea               |                         | sec. XVII, reclăd. 1752                             |                 |                                               | Încărcați imagine | Raportați eroare |
| 96138.01.03 (Cod LMI: IS-II-m-B-04199.02) | Castelul Sturdza de la Miclăușeni / ansamblu Biserica "Sfinții Voievozi", "Buna Vestire" (Categorie: construcție) (Tip: Biserică)                 | sat Miclăușeni, comuna Butea               |                         | 1787, reclăd.? 1823                                 |                 |                                               | Încărcați imagine | Raportați eroare |
| 97492.02.01                               | Așezarea paleolitică de la Movileni - În Răzășie / ansamblu anonim (Categorie: locuire) (Tip: Așezare)                                            | sat Movileni, comuna Heleșteni             | În Răzășie              | Gravetian 25.000-15.000                             | N. Zaharia 1953 | 47°11′55″N 26°53′25″E / 47.19861°N 26.89028°E | Încărcați imagine | Raportați eroare |